# Давила, Андрес
Андрес Фелипе Давила Москера (англ. Andrés Felipe Dávila Mosquera; род. 1 февраля 2007) — колумбийский футболист, нападающий клуба «Индепендьенте Медельин».

## Клубная карьера
Давила — воспитанник клуба «Индепендьенте Медельин». 19 апреля 2024 года в матче против «Патриотас Бояка» он дебютировал в Кубке Мустанга.